# Capitali storiche della Cina

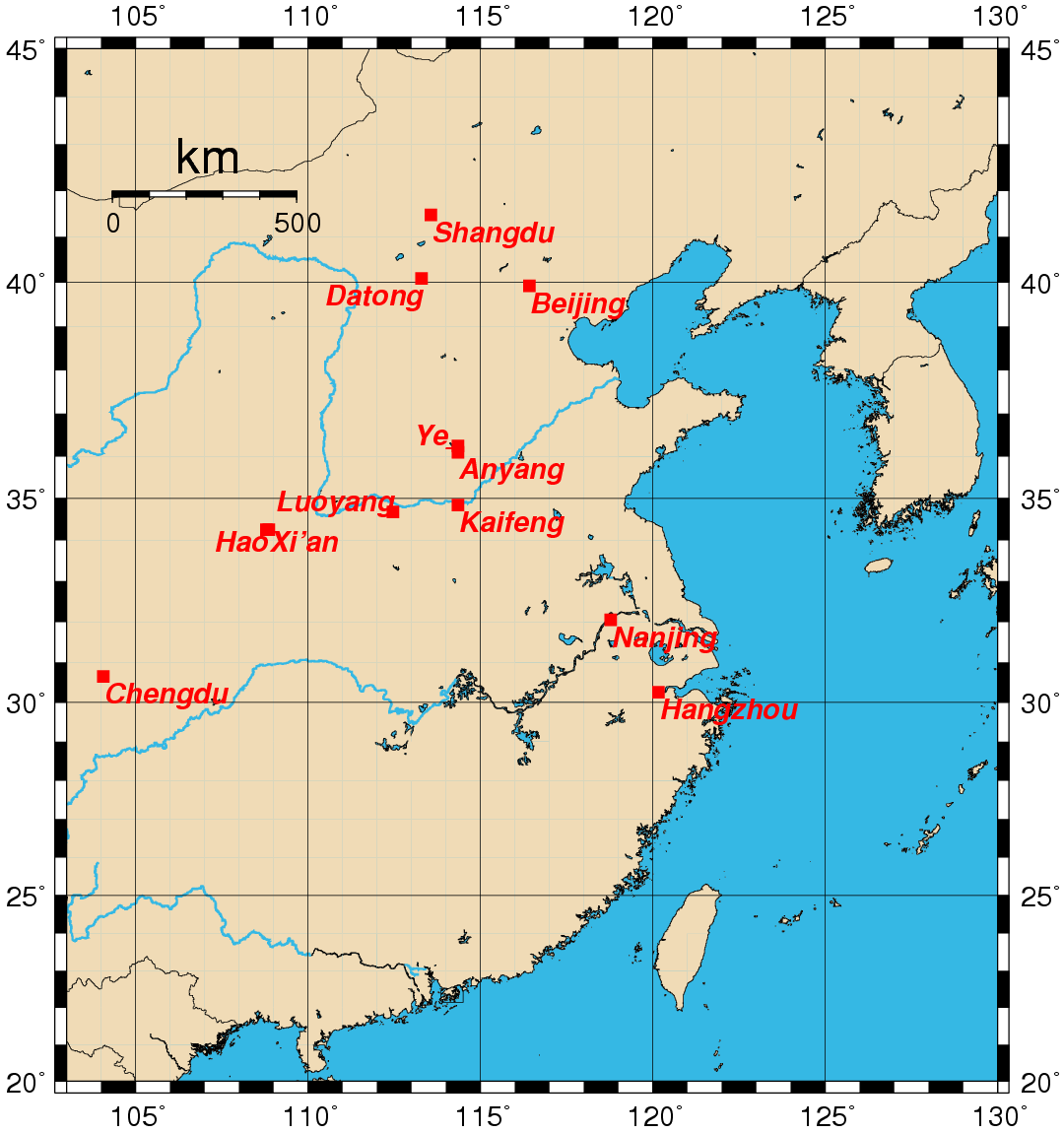
Capitali storiche prima del XX secolo

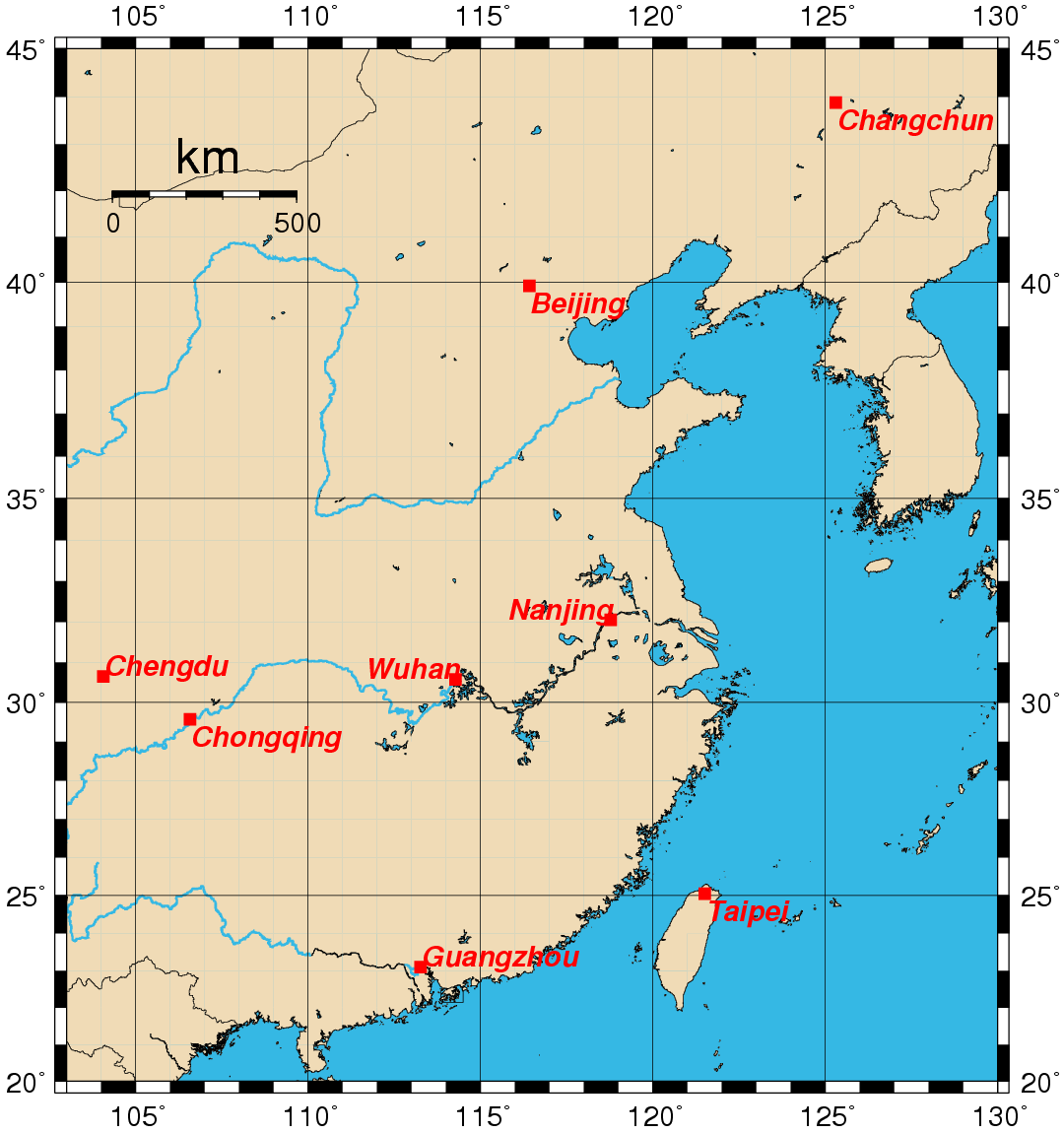
Capitali storiche dopo il XX secolo

Le capitali storiche della Cina sono le città che nel corso della lunga storia del paese sono state riconosciute come capitali. In quei momenti in cui la Cina era divisa tra diverse dinastie, più di una città ha dichiarato di essere la capitale della Cina. 

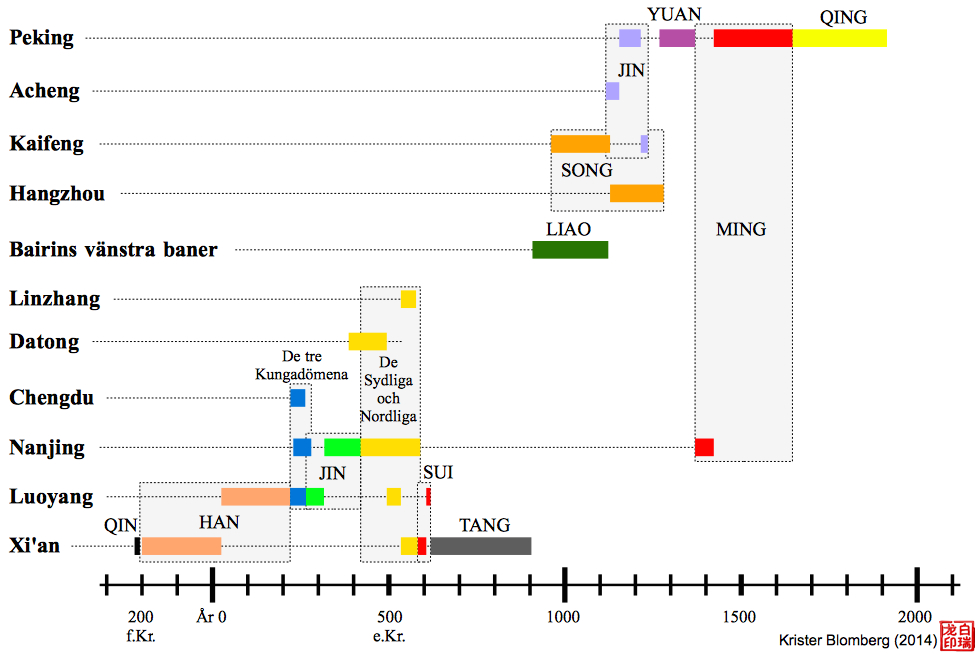
Linea del tempo delle capitali della Cina, dal 200 A.C. ad oggi.

Con il termine quattro grandi capitali della Cina (cinese tradizionale: 中國四大古都; cinese semplificato: 中国四大古都; pinyin: Zhōngguó Sì Dà Gǔdū) ci si riferisce alle maggiori città che, nel passato, sono state capitali della Cina unita: Pechino, Nanchino, Luoyang e Chang'an (ora conosciuta come Xi'an). Luoyang è stata la capitale per un totale di 1000 anni per nove dinastie e Xi'an per sette dinastie per un totale di quasi 900 anni. Luoyang e Xi'an sono anche state capitali secondarie alternative durante la dinastia Zhou, la dinastia Han, la dinastia Sui e la dinastia Tang. Dal 1153 fino ad oggi, Pechino è stato capitale della Cina per 732 anni. Nanjing, in dieci periodi diversi, è stata la capitale per quasi 400 anni.
Dopo il 1930, in seguito a nuove scoperte archeologiche, altre capitali storiche sono state aggiunte alla lista; ora si parla comunemente delle sette antiche capitali della Cina, dove sono incluse Kaifeng (aggiunta negli anni venti come quinta capitale), Hangzhou (aggiunta negli anni trenta) e Anyang (aggiunta nel 1988). È stato proposto di aggiungere alla lista anche Zhengzhou.

## Cronologia delle capitali cinesi
| Dinastia / Governo                          | Dinastia / Governo               | Capitale                                            | Periodo                              | Note                                                                                          |
| ------------------------------------------- | -------------------------------- | --------------------------------------------------- | ------------------------------------ | --------------------------------------------------------------------------------------------- |
| Tre augusti e cinque imperatori             | Nüwa                             |                                                     |                                      |                                                                                               |
| Tre augusti e cinque imperatori             | Youchao                          |                                                     |                                      |                                                                                               |
| Tre augusti e cinque imperatori             | Suiren                           |                                                     |                                      |                                                                                               |
| Tre augusti e cinque imperatori             | Zhurong                          |                                                     |                                      |                                                                                               |
| Tre augusti e cinque imperatori             | Fuxi                             | Chen 陳                                             | c. 2852–2737 AC                      |                                                                                               |
| Tre augusti e cinque imperatori             | Shennong / Yan Emperor           | Lu 魯                                               | c. 2737–2699 AC                      |                                                                                               |
| Tre augusti e cinque imperatori             | Huang Di                         | Xuanyuan 軒轅                                       | c. 2699–2588 AC                      |                                                                                               |
| Tre augusti e cinque imperatori             | Taihao                           | Wanqiu 宛丘                                         |                                      |                                                                                               |
| Tre augusti e cinque imperatori             | Shaohao                          | Qiongsang 窮桑                                      | c. 2587–2491 AC                      |                                                                                               |
| Tre augusti e cinque imperatori             | Gonggong                         |                                                     |                                      |                                                                                               |
| Tre augusti e cinque imperatori             | Zhuanxu                          | Gaoyang 高陽                                        | c. 2490 AC – XV secolo a.C.          |                                                                                               |
| Tre augusti e cinque imperatori             | Zhuanxu                          | Diqiu 帝丘                                          | c. 25th century AC – 2413 AC         |                                                                                               |
| Tre augusti e cinque imperatori             | Ku                               | Diqiu 帝丘                                          | c. 2412 AC – XXIV secolo a.C.        |                                                                                               |
| Tre augusti e cinque imperatori             | Ku                               | Bo 亳                                               | c. 24th century AC – 2343 AC         |                                                                                               |
| Tre augusti e cinque imperatori             | Zhi                              | Qinghua 清化                                        | c. 2343–2333 AC                      |                                                                                               |
| Tre augusti e cinque imperatori             | Yao                              | Pingyang 平陽                                       | c. 2333–2234 AC                      |                                                                                               |
| Tre augusti e cinque imperatori             | Shun                             | Puban 蒲坂                                          | c. 2233–2184 AC                      |                                                                                               |
| Dinastia Xia                                | Dinastia Xia                     | Daxia 大夏                                          | Gun                                  |                                                                                               |
| Dinastia Xia                                | Dinastia Xia                     | Song 崇                                             | Gun                                  |                                                                                               |
| Dinastia Xia                                | Dinastia Xia                     | Yangcheng 陽城                                      | Yu                                   |                                                                                               |
| Dinastia Xia                                | Dinastia Xia                     | Yangzhai 陽翟                                       | Yu, Qi, Taikang                      |                                                                                               |
| Dinastia Xia                                | Dinastia Xia                     | Chu 鉏                                              | Yi                                   |                                                                                               |
| Dinastia Xia                                | Dinastia Xia                     | Qiongshi 窮石                                       | Yi, Hanzhuo                          |                                                                                               |
| Dinastia Xia                                | Dinastia Xia                     | Zhen 斟                                             | Taikang, Zhongkang                   |                                                                                               |
| Dinastia Xia                                | Dinastia Xia                     | Diqiu 帝丘                                          | Xiang, Shaokang                      |                                                                                               |
| Dinastia Xia                                | Dinastia Xia                     | Yuan 原                                             | Zhu                                  |                                                                                               |
| Dinastia Xia                                | Dinastia Xia                     | Laoqiu 老丘                                         | Zhu a Jiong                          |                                                                                               |
| Dinastia Xia                                | Dinastia Xia                     | Xihe 西河                                           | Jin a Fa                             |                                                                                               |
| Dinastia Xia                                | Dinastia Xia                     | Zhen 斟                                             | Jie                                  |                                                                                               |
| Dinastia Xia                                | Dinastia Xia                     | Henan 河南                                          | Jie                                  |                                                                                               |
| Dinastia Shang                              | Dinastia Shang                   | Bo 亳                                               | Tang                                 |                                                                                               |
| Dinastia Shang                              | Dinastia Shang                   | Fan 蕃                                              | Xie                                  |                                                                                               |
| Dinastia Shang                              | Dinastia Shang                   | Dishi 砥石                                          | Zhaoming                             |                                                                                               |
| Dinastia Shang                              | Dinastia Shang                   | Shang 商                                            | Zhaoming                             |                                                                                               |
| Dinastia Shang                              | Dinastia Shang                   | Shangqiu 商邱                                       | Xiangtu                              |                                                                                               |
| Dinastia Shang                              | Dinastia Shang                   | Foot of Mount Tai 泰山麓                            | Xiangtu                              |                                                                                               |
| Dinastia Shang                              | Dinastia Shang                   | Shangqiu 商邱                                       | Xiangtu                              |                                                                                               |
| Dinastia Shang                              | Dinastia Shang                   | Yin 殷                                              | Shanghou                             |                                                                                               |
| Dinastia Shang                              | Dinastia Shang                   | Shangqiu 商邱                                       | Yinhou                               |                                                                                               |
| Dinastia Shang                              | Dinastia Shang                   | Bo "西"亳                                           | Tang                                 |                                                                                               |
| Dinastia Shang                              | Dinastia Shang                   | Xiao 囂                                             | Zhongding                            |                                                                                               |
| Dinastia Shang                              | Dinastia Shang                   | Xiang 相                                            | Hedanjia                             |                                                                                               |
| Dinastia Shang                              | Dinastia Shang                   | Xing 邢                                             | Zuyi                                 |                                                                                               |
| Dinastia Shang                              | Dinastia Shang                   | Bi 庇                                               | Zuyi                                 |                                                                                               |
| Dinastia Shang                              | Dinastia Shang                   | Yan 奄                                              | Nangeng                              |                                                                                               |
| Dinastia Shang                              | Dinastia Shang                   | Yin 殷                                              | Pangeng                              |                                                                                               |
| Dinastia Zhou                               | Dinastia Zhou occidentali        | Zongzhou 宗周                                       | 1046 AC – 771 AC                     | Capitale occidentale                                                                          |
| Dinastia Zhou                               | Dinastia Zhou occidentali        | Chengzhou 成周                                      | 1046 AC – 771 AC                     | Capitale orientale                                                                            |
| Dinastia Zhou                               | Dinastia Zhou orientali          | Chengzhou 成周                                      | 770 AC – 367 AC                      |                                                                                               |
| Dinastia Zhou                               | Dinastia Zhou orientali          | Henan 河南                                          | 367 AC – 256 AC                      | capitale della dinastia degli Zhou occidentali                                                |
| Dinastia Zhou                               | Dinastia Zhou orientali          | Gong 鞏                                             | 367 AC – 249 AC                      | capitale della dinastia degli Zhou orientali                                                  |
| Dinastia Qin                                | Dinastia Qin                     | Xiquanqiu 西犬丘                                    |                                      |                                                                                               |
| Dinastia Qin                                | Dinastia Qin                     | Pingyang 平陽                                       | – 677 AC                             |                                                                                               |
| Dinastia Qin                                | Dinastia Qin                     | Yong 雍                                             | 677 AC –                             |                                                                                               |
| Dinastia Qin                                | Dinastia Qin                     | Jingyang 涇陽                                       | – 383 AC                             |                                                                                               |
| Dinastia Qin                                | Dinastia Qin                     | Yueyang 櫟陽                                        | 383 AC – 250 AC                      |                                                                                               |
| Dinastia Qin                                | Dinastia Qin                     | Xianyang 咸陽                                       | 350 AC – 207 AC                      |                                                                                               |
| Dinastia Han                                | Dinastia Han occidentale         | Luoyang 雒陽                                        | 202 AC                               |                                                                                               |
| Dinastia Han                                | Dinastia Han occidentale         | Yueyang 櫟陽                                        | 202 AC – 200 AC                      |                                                                                               |
| Dinastia Han                                | Dinastia Han occidentale         | Chang'an 長安                                       | 200 AC – 8 AC                        |                                                                                               |
| Dinastia Xin                                | Dinastia Xin                     | Chang'an 長安                                       | AD 8–23                              |                                                                                               |
| Dinastia Han                                | Dinastia Han orientale           | Luoyang 雒陽                                        | AD 25–190                            |                                                                                               |
| Dinastia Han                                | Dinastia Han orientale           | Chang'an 長安                                       | 191–195                              |                                                                                               |
| Dinastia Han                                | Dinastia Han orientale           | Xu 許                                               | 196–220                              |                                                                                               |
| periodo dei tre regni                       | Cao Wei                          | Luoyang 洛陽                                        | 220–265                              |                                                                                               |
| periodo dei tre regni                       | Shu Han                          | Chengdu 成都                                        | 221–263                              |                                                                                               |
| periodo dei tre regni                       | Wu orientali                     | Jianye 建業                                         | 227–279                              |                                                                                               |
| Dinastia Jìn                                | Dinastia Jin occidentale         | Luoyang 洛陽                                        | 265–313                              |                                                                                               |
| Dinastia Jìn                                | Dinastia Jin occidentale         | Chang'an 長安                                       | 313–316                              |                                                                                               |
| Dinastia Jìn                                | Dinastia Jin orientale           | Jiankang 建康                                       | 317–420                              |                                                                                               |
| Dinastie settentrionali                     | Wei settentrionali               | Pingcheng 平城                                      | 386–493                              |                                                                                               |
| Dinastie settentrionali                     | Wei settentrionali               | Luoyang 洛陽                                        | 493–534                              |                                                                                               |
| Dinastie settentrionali                     | Wei settentrionali               | Ye 鄴                                               | 534–550                              | capitale degli Wei orientali                                                                  |
| Dinastie settentrionali                     | Wei settentrionali               | Chang'an 長安                                       | 535–557                              | capitale degli Wei occidentali                                                                |
| Dinastie settentrionali                     | Qi settentrionali                | Ye 鄴                                               | 550–577                              |                                                                                               |
| Dinastie settentrionali                     | Zhou settentrionali              | Chang'an 長安                                       | 557–581                              |                                                                                               |
| dinastie meridionali                        | Dinastia Liu Song                | Jiankang 建康                                       | 420–479                              |                                                                                               |
| dinastie meridionali                        | Qi meridionali                   | Jiankang 建康                                       | 479–502                              |                                                                                               |
| dinastie meridionali                        | Dinastia Liang                   | Jiankang 建康                                       | 502–557                              |                                                                                               |
| dinastie meridionali                        | Dinastia Chen                    | Jiankang 建康                                       | 557–589                              |                                                                                               |
| Dinastia Sui                                | Dinastia Sui                     | Dongdu 東都                                         | 581–618                              |                                                                                               |
| Dinastia Sui                                | Dinastia Sui                     | Daxing 大興                                         | 581–618                              | capitale ausiliare                                                                            |
| Dinastia Tang                               | Dinastia Tang                    | Chang'an 長安                                       | 618–690                              |                                                                                               |
| Dinastia Tang                               | Dinastia Tang                    | Luoyang 洛陽                                        | 657–690                              | capitale ausiliare                                                                            |
| Dinastia di Wu Zetian degli Zhou            | Dinastia di Wu Zetian degli Zhou | Luoyang 洛陽                                        | 690–705                              |                                                                                               |
| Dinastia Tang                               | Dinastia Tang                    | Chang'an 長安                                       | 705–904                              |                                                                                               |
| Dinastia Tang                               | Dinastia Tang                    | Luoyang 洛陽                                        | 705–736                              | capitale ausiliare                                                                            |
| Dinastia Tang                               | Dinastia Tang                    | Luoyang 洛陽                                        | 904–907                              |                                                                                               |
| periodo delle Cinque dinastie e dieci regni | Liang posteriori                 | Dongdu 東都                                         | 907–923                              |                                                                                               |
| periodo delle Cinque dinastie e dieci regni | Tang posteriori                  | Dongdu 東都                                         | 923–936                              |                                                                                               |
| periodo delle Cinque dinastie e dieci regni | Jin posteriori                   | Dongjing 東京                                       | 936–947                              |                                                                                               |
| periodo delle Cinque dinastie e dieci regni | Han posteriori                   | Dongjing 東京                                       | 947–950                              |                                                                                               |
| periodo delle Cinque dinastie e dieci regni | Zhou posteriori                  | Dongjing 東京                                       | 951–960                              |                                                                                               |
| Dinastia Song                               | Dinastia Song Settentrionale     | Dongjing 東京                                       | 960–1127                             |                                                                                               |
| Dinastia Song                               | Dinastia Song meridionale        | Nanjing 南京                                        | 1127–1129                            | Dopo la caduta di Dongjing, Zhao Gou dichiara sé stesso Imperatore Gaozong in Henan           |
| Dinastia Song                               | Dinastia Song meridionale        | Yangzhou 楊州                                       | 1129–1130                            | Fuga dell'Imperatore Gaozong durante l'invasione Jin del Delta dello Yangtze nel 1129–1130.   |
| Dinastia Song                               | Dinastia Song meridionale        | Zhenjiang 鎮江                                      | 1129–1130                            | Fuga dell'Imperatore Gaozong durante l'invasione Jin del Delta dello Yangtze nel 1129–1130.   |
| Dinastia Song                               | Dinastia Song meridionale        | Lin'an 臨安                                         | 1129–1130                            | Fuga dell'Imperatore Gaozong durante l'invasione Jin del Delta dello Yangtze nel 1129–1130.   |
| Dinastia Song                               | Dinastia Song meridionale        | Yuezhou 越州                                        | 1129–1130                            | Fuga dell'Imperatore Gaozong durante l'invasione Jin del Delta dello Yangtze nel 1129–1130.   |
| Dinastia Song                               | Dinastia Song meridionale        | Mingzhou 明州                                       | 1129–1130                            | Fuga dell'Imperatore Gaozong durante l'invasione Jin del Delta dello Yangtze nel 1129–1130.   |
| Dinastia Song                               | Dinastia Song meridionale        | Dinghai 定海                                        | 1129–1130                            | Fuga dell'Imperatore Gaozong durante l'invasione Jin del Delta dello Yangtze nel 1129–1130.   |
| Dinastia Song                               | Dinastia Song meridionale        | Lontando dalla costa di Taizhou, Wenzhou "海上朝廷" | 1129–1130                            | Fuga dell'Imperatore Gaozong durante l'invasione Jin del Delta dello Yangtze nel 1129–1130.   |
| Dinastia Song                               | Dinastia Song meridionale        | Zhang'an 章安                                       | 1129–1130                            | Fuga dell'Imperatore Gaozong durante l'invasione Jin del Delta dello Yangtze nel 1129–1130.   |
| Dinastia Song                               | Dinastia Song meridionale        | Yuezhou 越州                                        | 1129–1130                            | Fuga dell'Imperatore Gaozong durante l'invasione Jin del Delta dello Yangtze nel 1129–1130.   |
| Dinastia Song                               | Dinastia Song meridionale        | Lin'an 臨安                                         | 1130–1276                            |                                                                                               |
| Dinastia Song                               | Dinastia Song meridionale        | Fuzhou 福州                                         | 1276–1277                            |                                                                                               |
| Dinastia Song                               | Dinastia Song meridionale        | Guangzhou 廣州                                      | 1277–1278                            |                                                                                               |
| Dinastia Song                               | Dinastia Song meridionale        | Guanfuchang 官富場                                  | 1278                                 |                                                                                               |
| Dinastia Song                               | Dinastia Song meridionale        | Gangzhou 碙州                                       | 1278                                 |                                                                                               |
| Dinastia Song                               | Dinastia Song meridionale        | Yashan 涯山                                         | 1278–1279                            |                                                                                               |
| Dinastia Liao                               | Dinastia Liao                    | Shangjing 上京                                      | 907–1120                             |                                                                                               |
| Dinastia Liao                               | Dinastia Liao                    | Nanjing 南京                                        | 1122–1123                            |                                                                                               |
| Dinastia Liao                               | Dinastia Liao                    | Tokmok 虎思斡耳朵                                   | 1134–1218                            |                                                                                               |
| Dinastia Jīn                                | Dinastia Jīn                     | Shangjing 上京                                      | 1115–1153                            |                                                                                               |
| Dinastia Jīn                                | Dinastia Jīn                     | Zhongdu 中都                                        | 1153–1214                            |                                                                                               |
| Dinastia Jīn                                | Dinastia Jīn                     | Nanjing 南京                                        | 1214–1234                            |                                                                                               |
| Dinastia Xia occidentale                    | Dinastia Xia occidentale         | Xingqing 興慶                                       | 1038–1227                            |                                                                                               |
| Dinastia Yuan                               |                                  |                                                     |                                      |                                                                                               |
| Shangdu 上都                                | maggio 1264 – 1267               |                                                     |                                      |                                                                                               |
| Dadu 大都                                   | 1267 – agosto 1368               |                                                     |                                      |                                                                                               |
| Shangdu 上都                                | agosto 1368 – 1369               |                                                     |                                      |                                                                                               |
| Dinastia Ming                               | Dinastia Ming                    | Nanjing 南京                                        | 23 gennaio 1368 – 2 febbraio 1421    |                                                                                               |
| Dinastia Ming                               | Dinastia Ming                    | Pechino 北京                                        | 2 febbraio 1421 – 25 aprile 1644     |                                                                                               |
| Dinastia Ming                               | Dinastia Ming                    | Nanchino 南京                                       | 1644 – 1645                          |                                                                                               |
| Dinastia Ming                               | Dinastia Ming                    | Fuzhou 福州                                         | 1645 – 1646                          |                                                                                               |
| Dinastia Ming                               | Dinastia Ming                    | Zhaoqing 肇慶                                       | 1646 – 25 aprile 1662                |                                                                                               |
| Jin posteriori                              | Jin posteriori                   | Feiala 費阿拉                                       | 1587–1603                            |                                                                                               |
| Jin posteriori                              | Jin posteriori                   | Hetuala 赫圖阿拉                                    | 1603–1619                            |                                                                                               |
| Jin posteriori                              | Jin posteriori                   | Jiefan 界凡                                         | 1619 – settembre 1620                |                                                                                               |
| Jin posteriori                              | Jin posteriori                   | Sarhu 薩爾滸                                        | settembre 1620 – aprile 1621         |                                                                                               |
| Jin posteriori                              | Jin posteriori                   | Dongjing 東京                                       | aprile 1621 – 11 aprile 1625         |                                                                                               |
| Jin posteriori                              | Jin posteriori                   | Shengjing 盛京                                      | 11 aprile 1625 – 1636                |                                                                                               |
| Dinastia Qing                               | Dinastia Qing                    | Shengjing 盛京                                      | 1636 – 30 ottobre 1644               |                                                                                               |
| Dinastia Qing                               | Dinastia Qing                    | Pechino 北京                                        | 30 ottobre 1644 – 12 febbraio 1912   |                                                                                               |
| Repubblica di Cina                          | Repubblica di Cina               | Nanjing 南京                                        | 1º gennaio 1912 – 2 aprile 1912      | Governo provvisorio                                                                           |
| Repubblica di Cina                          | Repubblica di Cina               | Pechino 北京                                        | 2 aprile 1912 – 30 maggio 1928       | Governo Beiyang                                                                               |
| Repubblica di Cina                          | Repubblica di Cina               | Fengtian 奉天                                       | 30 maggio 1928 – 29 dicembre 1928    | Governo Beiyang                                                                               |
| Repubblica di Cina                          | Repubblica di Cina               | Guangzhou 廣州                                      | 1º luglio 1925 – 21 febbraio 1927    | Governo nazionalista di Guangzhou                                                             |
| Repubblica di Cina                          | Repubblica di Cina               | Wuhan 武漢                                          | 21 febbraio 1927 – 19 agosto 1927    | Governo nazionalista di Wuhan                                                                 |
| Repubblica di Cina                          | Repubblica di Cina               | Nanchino 南京                                       | 18 aprile 1927 – 20 novembre 1937    | [ 5 ]                                                                                         |
| Repubblica di Cina                          | Repubblica di Cina               | Luoyang 洛陽                                        | 29 gennaio 1932 – 1º dicembre 1932   |                                                                                               |
| Repubblica di Cina                          | Repubblica di Cina               | Pechino 北平                                        | 9 settembre 1930 – 23 settembre 1930 | Governo Nazionalista Beiping                                                                  |
| Repubblica di Cina                          | Repubblica di Cina               | Taiyuan 太原                                        | 23 settembre 1930 – 4 novembre 1930  | Governo Nazionalista Beiping                                                                  |
| Repubblica di Cina                          | Repubblica di Cina               | Guangzhou 廣州                                      | 28 maggio 1931 – 22 dicembre 1931    | Governo nazionalista di Guangzhou                                                             |
| Repubblica di Cina                          | Repubblica di Cina               | Chongqing 重慶                                      | 21 novembre 1937 – 5 maggio 1946     | durante la Seconda guerra sino-giapponese                                                     |
| Repubblica di Cina                          | Repubblica di Cina               | Nanchino 南京                                       | 30 marzo 1940 – 10 agosto 1945       | Governo Wang Jingwei                                                                          |
| Repubblica di Cina                          | Repubblica di Cina               | Nanchino 南京                                       | 5 maggio 1946 – 1º maggio 1991       | Dal 23 aprile 1949 al 1º maggio 1991 Nanchino fu la capitale de iure della Repubblica di Cina |
| Repubblica di Cina                          | Repubblica di Cina               | Guangzhou 廣州                                      | 23 aprile 1949 – 14 ottobre 1949     | durante la Guerra civile cinese                                                               |
| Repubblica di Cina                          | Repubblica di Cina               | Chongqing 重慶                                      | 14 ottobre 1949 – 30 novembre 1949   | durante la Guerra civile cinese                                                               |
| Repubblica di Cina                          | Repubblica di Cina               | Chengdu 成都                                        | 30 novembre 1949 – 27 dicembre 1949  | durante la Guerra civile cinese                                                               |
| Repubblica di Cina                          | Repubblica di Cina               | Xichang 西昌                                        | 27 dicembre 1949 – 27 marzo 1950     | durante la Guerra civile cinese                                                               |
| Repubblica di Cina                          | Repubblica di Cina               | Taipei 台北                                         | 10 dicembre 1949 – oggi              | Capitale provvisoria                                                                          |
| Repubblica popolare cinese                  | Repubblica popolare cinese       | Pechino 北京                                        | 1º ottobre 1949 – oggi               |                                                                                               |